# Friedberg, Bayern
Friedberg är en stad i Landkreis Aichach-Friedberg i Regierungsbezirk Schwaben i förbundslandet Bayern i Tyskland. Staden ligger omkring sex kilometer från Augsburg, med vilken den är sammanvuxen. Staden ligger längs Romantische Strasse och har cirka 31 000 invånare. En viktig industri är möbelindustri.
Friedberg fick stadsrättigheter 1257. I slottet från 1500-talet finns ett museum.

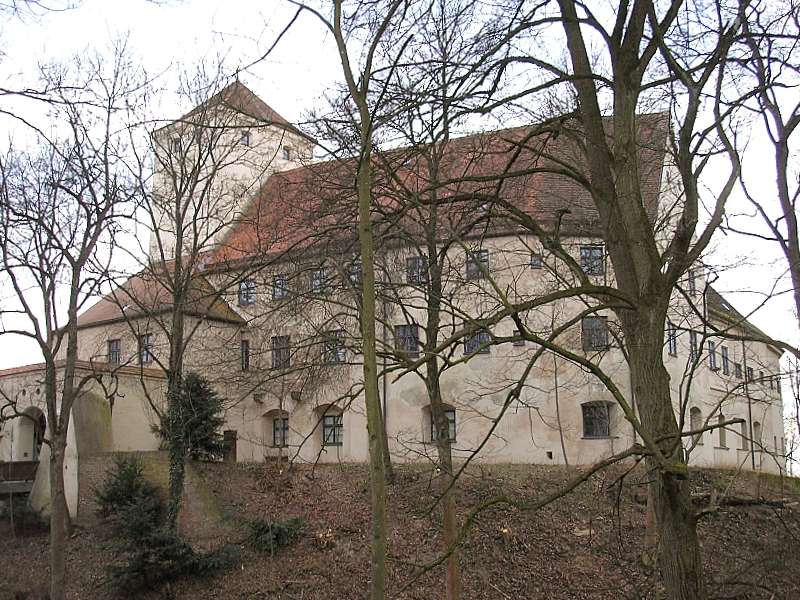
1500-talsslottet Schloss Friedberg.